# 孙国治
孙国治（1917年1月—2005年4月21日），河北涞源人，中华人民共和国政治人物。

## 生平
1917年1月，孙国治出生在河北省涞源县银坊乡吉河村。1938年3月加入中国共产党。1950年起历任会同专署专员；湖南省航运厅厅长、交通厅副厅长；中共湖南省委常委、省计委主任；湖南省省长、省人大常委会主任；河北省人大常委会主任等职。2005年4月因病在长沙市逝世。